# Energia cinetica

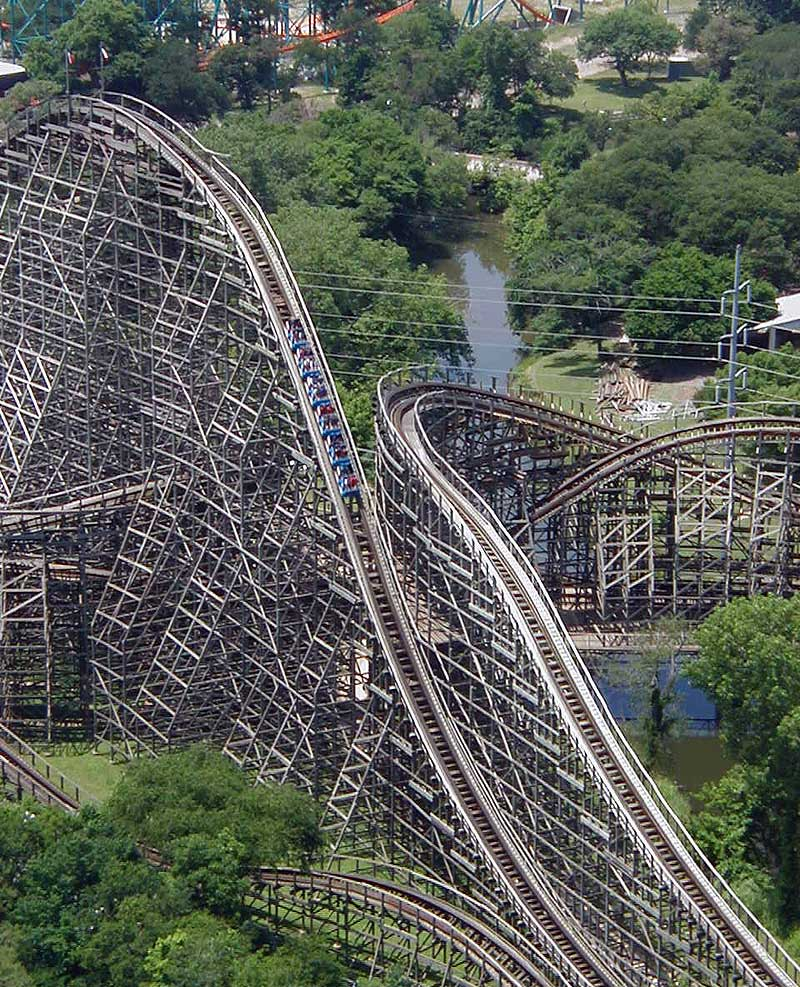
I vagoni di una montagna russa raggiungono la loro massima energia cinetica quando si trovano in fondo al percorso. Quando cominciano a salire, l'energia cinetica comincia ad essere convertita in energia potenziale gravitazionale. La somma dell'energia cinetica e potenziale nel sistema rimane costante, ignorando le perdite per attrito.

L'energia cinetica è l'energia che un corpo possiede a causa del proprio moto. Per il teorema dell'energia cinetica, l'energia cinetica di un corpo equivale al lavoro necessario ad accelerare il corpo da una velocità nulla alla sua velocità ed è pari al lavoro necessario a rallentare il corpo dalla stessa velocità ad una velocità nulla. 
La formula generica dell'energia cinetica è la seguente: {\displaystyle K={\frac {1}{2}}mv^{2}}, dove {\displaystyle m} sta per la massa del corpo, espressa in chilogrammi, e {\displaystyle v} per la sua velocità, espressa in m/s (metri al secondo). L'unità di misura dell'energia cinetica nel sistema internazionale è il joule.

## Descrizione
Nella meccanica newtoniana, valutiamo l'energia cinetica {\displaystyle E_{\rm {c}}} di una particella di massa {\displaystyle m} che, in un caso semplice, si muove su una retta secondo la legge oraria {\displaystyle x=x(t)}, con velocità {\displaystyle v=v(t)={\mathrm {d} }x/{\mathrm {d} }t}. {\displaystyle E_{\rm {c}}} sarà definita nel modo seguente:
{\displaystyle E_{\rm {c}}=\int _{x_{0}}^{x}F(x){\mathrm {d} }x}
dove {\displaystyle x_{0}} denota il punto in cui la particella ha velocità pari a zero, ad un certo istante {\displaystyle t_{0}}, {\displaystyle x} il punto in cui la particella ha velocità {\displaystyle v}, all'istante {\displaystyle t}, e  {\displaystyle F(x){\mathrm {d} }x} rappresenta il lavoro elementare fatto dalla forza {\displaystyle F} nello spostare la particella di {\displaystyle {\mathrm {d} }x}, dal punto {\displaystyle x} al punto {\displaystyle x+{\mathrm {d} }x}.
Per il II principio della dinamica, si ha {\displaystyle {\mathrm {d} }p/{\mathrm {d} }t=F}, dove {\displaystyle p=mv} è la quantità di moto della particella.
Ne segue:
{\displaystyle {\begin{aligned}E_{\rm {c}}&=\int _{x_{0}}^{x}F(x)\mathrm {d} x=\int _{x_{0}}^{x}\left({\frac {{\mathrm {d} }p}{{\mathrm {d} }t}}\right){\mathrm {d} }x\\&=\int _{x_{0}}^{x}m\left({\frac {\mathrm {d} v}{\mathrm {d} t}}\right){\mathrm {d} }x=m\int _{0}^{v}{\mathrm {d} }v\left({\frac {\mathrm {d} x}{\mathrm {d} t}}\right)\\&=m\int _{0}^{v}v{\,}{\mathrm {d} }v={\frac {1}{2}}mv^{2}\end{aligned}}}
Per un punto materiale, l'energia cinetica può sempre essere espressa nella sua totalità dal semiprodotto della sua massa per il quadrato del modulo della sua velocità; nel caso più generale di un moto in tre dimensioni, e utilizzando un sistema di coordinate cartesiane, l'energia cinetica si esprime come:
{\displaystyle E_{\rm {c}}={\frac {1}{2}}mv^{2}={\frac {1}{2}}m(v_{x}^{2}+v_{y}^{2}+v_{z}^{2})}
L'energia cinetica di un corpo rigido a simmetria assiale in rotazione attorno all'asse di simmetria con velocità angolare {\displaystyle \omega } e che trasla nello spazio con velocità {\displaystyle v} (velocità del centro di massa) è data dalla somma dell'energia cinetica traslazionale, precedentemente definita, e dell'energia cinetica rotazionale:
{\displaystyle E_{\rm {c}}={\frac {1}{2}}mv^{2}+{\frac {1}{2}}I\omega ^{2}}
dove {\displaystyle m} è la massa totale del corpo e {\displaystyle I} il momento d'inerzia rispetto all'asse di rotazione.
Il valore dell'energia cinetica di un corpo dipende dal sistema di riferimento inerziale in cui esso viene calcolato.  Per il teorema delle velocità relative Ponendo un sistema di riferimento fisso ed un punto con velocità v rispetto al sistema fisso, lo stesso punto avrà una velocità diversa rispetto ad un altro sistema di riferimento in movimento, quindi anche il valore dell'energia cinetica cambierà.
Una utile relazione tra l'energia cinetica {\displaystyle E_{\rm {c}}} e il modulo della quantità di moto {\displaystyle p={\sqrt {p_{x}^{2}+p_{y}^{2}+p_{z}^{2}}}} è data dalla seguente relazione:
{\displaystyle E_{\rm {c}}={\frac {p^{2}}{2m}}\quad \Rightarrow \quad p={\sqrt {2mE_{\rm {c}}}}}
In determinati casi può essere utile definire un'energia cinetica specifica {\displaystyle \epsilon _{\rm {c}}}, definita come energia cinetica per unità di volume:
{\displaystyle \epsilon _{\rm {c}}={\frac {{\mathrm {d} }E_{\rm {c}}}{{\mathrm {d} }V}}={\frac {1}{2}}{\frac {{\mathrm {d} }m}{{\mathrm {d} }V}}v^{2}={\frac {1}{2}}\rho v^{2}}

## Espressione in coordinate generalizzate
In meccanica analitica (non relativistica) è possibile estendere il concetto di energia cinetica, mantenendo al contempo inalterato il suo peculiare aspetto di funzione dipendente dal modulo quadrato della velocità.
Per fare questo, è necessario passare dalle consuete coordinate cartesiane a un sistema generico di coordinate: siano dunque
{\displaystyle \mathbf {q} (t)=(q_{1}(t),q_{2}(t),...,q_{n}(t))}
le coordinate generalizzate, tutte dipendenti dal tempo. Queste coordinate individuano la posizione di un punto materiale in uno spazio {\displaystyle n}-dimensionale detto spazio delle configurazioni. Formalizzando il concetto, si definisce la funzione
{\displaystyle \mathbf {q} :\mathbb {R} \to {\mathcal {C}}\,,}
che cioè manda un numero reale nello spazio delle configurazioni e che descrive le traiettoria della particella in tale spazio. È bene notare che non si sta parlando di traiettorie della particella nello spazio-tempo, bensì nello spazio delle configurazioni. Un cambiamento di coordinate è allora una funzione
{\displaystyle \mathbf {x} :{\mathcal {C}}\times \mathbb {R} \to {\mathcal {C}}\,,\qquad \mathbf {x} =\mathbf {x} (\mathbf {q} (t),t)}
in generale dipendente sia dal vettore posizione sia dal tempo, con particolari caratteristiche (un diffeomorfismo), che esprime la relazione esistente tra le vecchie coordinate e le nuove.
Introduciamo l'energia cinetica
{\displaystyle E_{\mathrm {c} }(v^{2})={\frac {m}{2}}v^{2}}
che a questo punto ha una forma diversa rispetto a quella solitamente usata: la differenza discende dalla nuova forma che assume la velocità, che sebbene sia come al solito definita da
{\displaystyle \mathbf {v} ={\frac {\mathrm {d} \mathbf {x} }{\mathrm {d} t}},}
stavolta è una funzione composta, dunque
{\displaystyle \mathbf {v} (\mathbf {q} (t),t)={\frac {\operatorname {d} \mathbf {x} }{\operatorname {d} t}}(\mathbf {q} (t),t)=\sum _{i=1}^{n}{\frac {\partial \mathbf {x} }{\partial q_{i}}}(\mathbf {q} (t),t)\cdot {\dot {q}}_{i}(t)+{\frac {\partial \mathbf {x} }{\partial t}}(\mathbf {q} (t),t)\,.}
Calcolando esplicitamente l'energia cinetica grazie alle proprietà di linearità e simmetria del prodotto scalare standard, si ha
{\displaystyle {\begin{aligned}(E_{\mathrm {c} })&={\frac {m}{2}}\langle \mathbf {v} \,,\mathbf {v} \rangle =\\&={\frac {m}{2}}\left\{\left\langle \sum _{i=1}^{n}{\frac {\partial \mathbf {x} }{\partial q_{i}}}\cdot {\dot {q}}_{i}\,,\sum _{j=1}^{n}{\frac {\partial \mathbf {x} }{\partial q_{j}}}\cdot {\dot {q}}_{j}\right\rangle +2\left\langle \sum _{i=1}^{n}{\frac {\partial \mathbf {x} }{\partial q_{i}}}\cdot {\dot {q}}_{i}\,,{\frac {\partial \mathbf {x} }{\partial t}}\right\rangle +\left\langle {\frac {\partial \mathbf {x} }{\partial t}},{\frac {\partial \mathbf {x} }{\partial t}}\right\rangle \right\}=\\&={\frac {m}{2}}\left\{\sum _{i=1}^{n}\sum _{j=1}^{n}{\dot {q}}_{i}\left\langle {\frac {\partial \mathbf {x} }{\partial q_{i}}},{\frac {\partial \mathbf {x} }{\partial q_{j}}}\right\rangle {\dot {q}}_{j}+2\sum _{i=1}^{n}\left\langle {\frac {\partial \mathbf {x} }{\partial q_{i}}},{\frac {\partial \mathbf {x} }{\partial t}}\right\rangle {\dot {q}}_{i}+\left\|{\frac {\partial \mathbf {x} }{\partial t}}\right\|^{2}\right\}=\\&=\sum _{i=1}^{n}\sum _{j=1}^{n}{\dot {q}}_{i}\,H_{ij}(E_{c})_{(0)}\,{\dot {q}}_{j}+\,\sum _{i=1}^{n}\nabla _{i}(E_{c})_{(0)}\,{\dot {q}}_{i}+(E_{c})_{(0)}\,.\end{aligned}}}
Abbiamo così ottenuto una forma quadratica operando le sostituzioni
{\displaystyle H_{ij}(E_{\mathrm {c} })_{(0)}={\frac {m}{2}}\left\langle {\frac {\partial \mathbf {x} }{\partial q_{i}}},{\frac {\partial \mathbf {x} }{\partial q_{j}}}\right\rangle \,,\nabla _{i}(E_{\mathrm {c} })_{(0)}=m\left\langle {\frac {\partial \mathbf {x} }{\partial q_{i}}},{\frac {\partial \mathbf {x} }{\partial t}}\right\rangle \,,\quad (E_{c})_{(0)}={\frac {m}{2}}\left\|{\frac {\partial \mathbf {x} }{\partial t}}\right\|^{2}\,.}
Il risultato è davvero notevole se si pensa alla generalità da cui si è partiti nella trattazione: è bastato fornire alcune condizioni di regolarità (di norma verificate nel caso di condizioni fisiche) per ottenere una formula che amplia quella di uso comune. Nel caso in cui si tratti di particella libera, perciò, possiamo scrivere immediatamente la lagrangiana:
{\displaystyle (\mathbf {F} =\nabla U=0\rightarrow U(q_{i})=U)}
{\displaystyle {\mathcal {L}}=\sum _{i=1}^{n}\sum _{j=1}^{n}{\dot {q}}_{i}\,H_{ij}(E_{c})_{(0)}\,{\dot {q}}_{j}+\,\sum _{i=1}^{n}\nabla _{i}(E_{\mathrm {c} })_{(0)}\,{\dot {q}}_{i}+((E_{c})_{(0)}-U)\,=\sum _{i=1}^{n}\sum _{j=1}^{n}{\dot {q}}_{i}\,H_{ij}(E_{\mathrm {c} })_{(0)}\,{\dot {q}}_{j}+\,\sum _{i=1}^{n}\nabla _{i}(E_{\mathrm {c} })_{(0)}\,{\dot {q}}_{i}+(E_{\mathrm {c} })_{(0)}\,}
mentre l'eventuale presenza di energia potenziale {\displaystyle U(q_{i})} dipendente dalla sola posizione, non fa altro che aggiungere un termine:
{\displaystyle {\mathcal {L}}=\sum _{i=1}^{n}\sum _{j=1}^{n}{\dot {q}}_{i}\,H_{ij}(E_{\mathrm {c} })_{(0)}\,{\dot {q}}_{j}+\,\sum _{i=1}^{n}\nabla _{i}(E_{\mathrm {c} })_{(0)}\,{\dot {q}}_{i}+(E_{\mathrm {c} })_{(0)}-U(q_{i})\,.}
Un'altra caratteristica interessante discende dal considerare cambiamenti di coordinate indipendenti dal tempo: in questi casi l'energia cinetica diventa semplicemente un caso particolare di quella già trovata sopra
{\displaystyle T=\sum _{i=1}^{n}\sum _{j=1}^{n}{\dot {q}}_{i}\,H_{ij}(E_{\mathrm {c} })_{(0)}\,{\dot {q}}_{j}\,,}
ma dato che i versori coordinati dello spazio delle configurazioni sono per definizione
{\displaystyle \mathbf {e} _{i}={\frac {\partial \mathbf {x} }{\partial q_{i}}}\,,\;\forall \,i=1,2,\ldots ,n\,,}
i coefficienti {\displaystyle H_{ij}(E_{\mathrm {c} })_{(0)}} costituiscono una matrice quadrata che rappresenta il prodotto scalare rispetto alla base coordinata scelta.
La naturale estensione a un sistema costituito da più punti viene eseguita assegnando a ognuno di essi un vettore velocità e un vettore posizione: quindi per {\displaystyle k} particelle libere vengono prodotti {\displaystyle 2k} vettori, ciascuno di {\displaystyle n} coordinate e poi si procede come si è fatto per la particella singola, ottenendo il risultato che l'energia cinetica totale è la somma delle energie cinetiche delle singole particelle:
{\displaystyle T=\sum _{i=1}^{k}(E_{\mathrm {c} })_{i}\,.}

## Meccanica relativistica
Nella meccanica relativistica di Einstein (impiegata particolarmente nelle velocità prossime alla velocità della luce) la massa è sempre costante, ma il lavoro necessario a portare a una velocità v una particella di massa (propria) m inizialmente in quiete non dipende dal quadrato della velocità come nel caso classico, anzi diverge per {\displaystyle v\rightarrow c}. Posti:
- {\displaystyle v} il modulo della velocità del corpo, {\displaystyle c} la velocità della luce nel vuoto,

- {\displaystyle m} la massa invariante del corpo,

- {\displaystyle mc^{2}} l'energia del corpo in quiete e {\displaystyle \gamma mc^{2}} l'energia del corpo in movimento

il lavoro W necessario per accelerare una particella di massa m inizialmente in quiete fino a una velocità v è pari a:
{\displaystyle W=\Delta E_{c}=\gamma mc^{2}-mc^{2}=(\gamma -1)mc^{2}}
in cui {\displaystyle \gamma } è il fattore di Lorentz:
{\displaystyle \gamma ={\frac {1}{\sqrt {1-\left({\frac {v}{c}}\right)^{2}}}}}
Espandendo in serie di Taylor per piccoli {\textstyle {\frac {v}{c}}}:
{\displaystyle {\begin{aligned}W&=(\gamma -1)mc^{2}\\&=\left({\frac {1}{\sqrt {1-{\frac {v^{2}}{c^{2}}}}}}-1\right)mc^{2}\\&=\left(1+{\frac {1}{2}}{\frac {v^{2}}{c^{2}}}+{\frac {3}{8}}{\frac {v^{4}}{c^{4}}}+\cdots -1\right)mc^{2}\\&={\frac {1}{2}}mv^{2}+{\frac {3}{8}}m{\frac {v^{4}}{c^{2}}}+\cdots \\\end{aligned}}}
Lo sviluppo in serie rende evidente che per valori piccoli della velocità {\displaystyle v} tutti i termini superiori al primo sono trascurabili e la serie assume il valore
{\displaystyle W={\frac {1}{2}}mv^{2}}
che, tenendo conto della velocità iniziale nulla, è proprio l'espressione del teorema dell'energia cinetica in meccanica classica. La formula di Einstein generalizza quindi l'energia cinetica alle alte velocità.
È immediato dallo sviluppo in serie notare che quando {\displaystyle v} tende a 0 il rapporto tra l'energia cinetica relativistica e quella newtoniana data da {\displaystyle mv^{2}/2} si approssima a 1:
{\displaystyle \lim _{v\rightarrow 0}{\frac {\left(\gamma -1\right)mc^{2}}{{\frac {1}{2}}mv^{2}}}=\lim _{v\rightarrow 0}{\frac {{\frac {1}{2}}mv^{2}+{\mathcal {O}}\left(v^{4}\right)}{{\frac {1}{2}}mv^{2}}}=1}
La teoria della relatività afferma che l'energia cinetica di un oggetto tende all'infinito per velocità che si avvicinano alla velocità della luce, e diventa pertanto impossibile accelerare il corpo fino a raggiungere tale velocità. In altri termini la velocità della luce non può essere raggiunta da alcun corpo materiale mediante accelerazione.